# Laurids de Thurah
 Der er flere personer med dette navn, se Laurids de Thurah (flertydig).
Laurids (Lauritz) Lauridsen de Thurah (født 4. marts 1706 i Aarhus, død 5./6. september 1759 i København) var en dansk arkitekt, forfatter til arkitekturværker og godsejer.

## Biografi
Laurids de Thurah var tredje søn af biskop Laurids Thura og blev født 4. marts 1706 i Aarhus. Ved et tilfælde kom han i forbindelse med kongen, som kaldte ham til København som landkadet 1719. I 1725 blev han ansat som underkonduktør i det holstenske fortifikationskorps og rejste til Rendsborg, hvor han med særlig iver studerede den civile bygningskunst.
Han brændte af længsel efter at komme til udlandet, og for at få rejsepenge af kongen udførte han nøjagtige tegninger af Rendsborg fæstning, kirker og huse og senere en model til en hængebro; kongen kunne lide hans arbejde, og efter at have overdraget Thurah og hans ven løjtnant Holger Rosenkrantz forskellige opmålings- og tegnearbejder, som de udførte til hans tilfredshed, bevilgede han Thurah 400 Rdl. foruden hans løn. I 1729 rejste vennerne til udlandet, hvor de besøgte en del tyske byer som Kassel, og hvor de overalt gjorde grundige studier og opmålinger. Efter sin hjemkomst blev Thurah 1732 overkonduktør og 1733 hofbygmester samt forfremmedes samme år til ingeniørkaptajn; 1736 blev han oberstløjtnant, 1740 adlet under navnet de Thurah, 1744 oberst, 1753 efter sin afsked generalmajor og i 1754 generalbygmester.
Den 19. oktober 1740 havde han ægtet Anna Rosenørn (1714-1748), datter af generalmajor Poul Rosenørn (1670-1737) og Mette f. Benzon (1693-1752). Forinden, den 14. oktober 1740, var han og hans broder Diderik de Thurah, blevet optaget i adelsstanden. Den 16. januar 1750 ægtede han Christiane Marie født Kiær de Kiærskiold (f. 1714 d. 1760), datter af justitsråd Frederik Kiær de Kiærskiold og Inger f. Pop og enke efter Johan Henrik Rantzau til Børglum Kloster, som ved arv kom i Thurahs besiddelse. Han døde natten mellem 5. september og 6. september 1759 og blev begravet under gulvet i Trinitatis Kirke den 13.

## Arkitektur
Thurah stod på højden af sin tids arkitektoniske og tekniske viden. Han var selvlært arkitekt som lærte hvad han kunne på sine rejser i udlandet. Stilen var senbarok, som var populær på hans tid, men som efterhånden blev trængt af rokokoen som hans samtidige aktitektkollega og -rival, Nicolai Eigtved, var eksponent for.

### Arbejder i Danmark
Han har spillet en betydelig rolle i dansk bygningskunst og udfoldede en meget omfattende virksomhed, blandt andet:
- Det kongelige Palæ i Roskilde, nu Museet for Samtidskunst (1733, fredet)[1]
- Hirschholm Slot, Hørsholm (1733-39 og 1743-44, nedrevet 1810-12)[2]
- Udvidelse af Frederiksberg Slot med krumme fløje og Prinsessernes Pandekagekøkken (1734-38, fredet)[3]
- Jægergården ved Jægersborg Slot (1734, fredet)
- Eremitageslottet i Jægersborg Dyrehave (1734-36, fredet)[4]
- Bregentveds nordfløj med kapel (1730'erne, ombygget udvendigt af Eigtved, fredet)
- Det hvide Stift på Vallø Slot, oprindelig kun i én etage (1736-38, forhøjet af Georg David Anthon 1764-65, brændt 1893 og genopført ved Hans J. Holm, fredet)
- Christiansborg Slot, nogle af interiørerne i dronningens lejlighed (1737-40, brændt med slottet 1794)
- Projekt til Marmorbroen, pavillonerne og Ridebanefløjenes facade mod kanalen sammen med Eigtved (1739, udført ved Eigtved)
- Sorø Akademi, hovedbygning, projekt til ombygning (1738-40, ændret, tillige med pavilloner af Holger Rosenkrantz)
- Forhøjelse af 2. etage af Fredensborg Slot (1741, fredet)
- Stutterigården ved Fredensborg Slot (1742-46, nedrevet)
- Spiret på Vor Frue Kirke i København, delvis efter en tegning af Vincents Lerche (1744)[5]
- Kavaler- og staldbygning til Sorgenfri Slot (1743-44, ombygget af Peter Meyn 1790, fredet) samt sovegemak m.v. i sammes hovedbygning
- Sidefløje og pavilloner på Ledreborg, anlæg af forgården efter omfattende, ikke fuldt gennemført projekt, samt udsmykning af parken og udstikning af alleen (1746 – begyndelsen af 1750'erne, fredet)[6]
- Spiret på Vor Frelsers Kirke på Christianshavn (1749-52, efter inspiration fra Francesco Borrominis S. Ivo alla Sapienza i Rom)
- Ombygning af Børglum Kloster (begyndelsen af 1750'erne, fredet)
- De fire pavilloner ved Frederiks Hospital (nu Kunstindustrimuseet), (1754-57, fredet)[7]
- Fuldførelse af Eigtveds udbygning af Fredensborg Slot og tilføjelse af forbindelsesfløj (1754-58, fredet)
- Bygninger og gittermur ved indgangen til Frederiksberg Have ved Runddelen (1755-56, udsmykning af Johann Friedrich Hänel, fredet)
- Titkens Gård, palæ for urtekræmmer Niels Titken, Bredgade 60, København (1755-56, fredet)
- Fødselsstiftelsen, som oprindelig var bygget som privatbolig, Amaliegade 25, (1755-57, fredet)[8]
- Gammel Holtegaard, 1755. Landsted i Gammel Holte med fransk inspireret barokhave, fredet 1918)[9]
- Ombygning af Dronninglund, Vendsyssel (ca. 1755, fredet)
- Ombygning og udvidelse af Det Harboeske Enkefruekloster, Stormgade 14, København (1755, ombygget igen af C.F. Harsdorff 1772, fredet)
- Fornyelse af Sorgenfri Slots hovedbygning (1756, ombygget 1791-94 af Peter Meyn, fredet)
- Tilbygning til Prinsens Palæ, hjørnet af Frederiksholms Kanal og Stormgade, København (1757, fredet)[10]
- Proviantskriveriet (nu slotsforvalterbolig) ved Fredensborg Slot (1757-58)

### Arbejder i hertugdømmerne
- Schlosskaserne, Schlossplatz i Rendsborg, to fløje (1758 og 1760, den ene fløj nedrevet 1898)

### Uudførte projekter
- Tegning til Øresunds Toldkammer, Helsingør (1737, Nicolai Basse fik opgaven)
- Projekter til hovedtrapperne, Christiansborg Slot (1738)
- Projekt til Christiansborg Slotskirke (1743)
- projekt til Vordingborg Slot (ca. 1742-43)
- Model til Amalienborg Plads med de 4 palæer (1750)
- To projekter til Frederiks Kirke (1754)[11]

## Udgivelser
Som generalbygmester har han sikkert haft andel i adskillige omdannelser ved vore slotte og andre offentlige bygninger, men mærkelig nok savnede han sans for bevarelsen af vore gamle mindesmærker. Til gengæld har han gennem sine skrifter ydet uvurderlige bidrag til vores viden om samtidens bygningskunst.
Af Den Danske Vitruvius I-II (1746-1749) indeholder 1. Bind på 122 tavler opmålinger og tegninger af de fornemste bygninger i København af enhver art lige ned til et par borgerhuse på Kongens Nytorv, 2. bind på 161 tavler alle kongelige slotte og andre bemærkelsesværdige bygninger i det øvrige Danmark. Tavlerne til et 3. bind findes på Det Kongelige Bibliotek. Det blev ikke udgivet i samtiden men først i 1966-67 af Thanning & Appel.
Hafnia Hodierna, et kvartbind med 110 kobbere (1748), er en udførlig beskrivelse af alle de mærkelige ting, som København indbefatter, enten de hører til bygningskunsten eller til andre videnskaber og indretninger. Til begge disse værker findes dansk, tysk og fransk tekst.
Desuden har han udgivet illustrerede Beskrivelser over Bornholm,
Christiansø, Amager, Saltholm og Samsø (1756-1758). Alle med kort og prospekter i kobberstik.